# Teratoma sacro-coccigeo
Il teratoma sacro-coccigeo, o teratoma del retto, è un teratoma che colpisce la regione sacro-coccigea. L'incidenza si aggira intorno a 1 bambino ogni 40 000 nati vivi.

## Trattamento
- Resezione chirurgica[1][2]
- Chemioterapia